# Bawcomville, Louisiana
Bawcomville, Louisiana (енгл. Bawcomville) насељено је место без административног статуса у америчкој савезној држави Луизијана.

## Демографија
По попису из 2010. године број становника је 3.588.
| Група             | 2000.    | 2010.         |
| Белци             | 0 (0,0%) | 3.199 (89,2%) |
| Афроамериканци    | 0 (0,0%) | 159 (4,4%)    |
| Азијати           | 0 (0,0%) | 1 (0,0%)      |
| Хиспаноамериканци | 0 (0,0%) | 164 (4,6%)    |
| Укупно            | 0        | 3.588         |